# Benedikt Hirschenauer
Benedikt Hirschenauer (* 12. März 1884 in Großthann; † 17. Mai 1951 in Passau) war ein deutscher Politiker (CSU).

## Leben und Beruf
Hirschenauer, der römisch-katholischen Glaubens war, absolvierte nach dem Besuch der Volksschule eine Metzgerlehre. Ab 1913 war er als selbständiger Metzgermeister in Passau tätig. 1920 wurde er in den Vorstand der Passauer Häute- und Fellverwertungs-Genossenschaft gewählt. Seit 1926 war er Obermeister der Metzgerinnung in Passau. Von 1929 bis 1933 war er Präsident der Handwerkskammer Niederbayern. Nach der Machtergreifung der Nationalsozialisten wurde er am 27. Juni 1933 in „Schutzhaft“ genommen und anschließend aus seinen Ehrenämtern entfernt. Nachdem er bereits im Juni 1945 von der amerikanischen Besatzungsmacht zum provisorischen Präsidenten der wiedererrichteten Handwerkskammer berufen worden war, wurde er am 8. April 1946 von der ersten Vollversammlung der Kammer auch formell gewählt und übte dieses Amt bis zu seinem Tode 1951 aus.

## Politik
Hirschenauer gehörte in der Weimarer Republik der Bayerischen Volkspartei an, für die er von 1930 bis 1933 Stadtrat in Passau war. Er engagierte sich nach dem Zweiten Weltkrieg in der CSU, für die er seit April 1946 erneut dem Stadtrat angehörte. Von 1946 bis 1950 war er Mitglied des Bayerischen Landtages, nachdem er zuvor bereits vom 26. Februar bis zum 13. Juni 1946 Mitglied des beratenden Landesausschusses gewesen war.